# Домпьер-сюр-Эльп
Домпье́р-сюр-Эльп (фр. Dompierre-sur-Helpe) — коммуна во Франции, регион О-де-Франс, департамент Нор, кантон Авен-сюр-Эльп.
Население (2017) — 860 чел.